# Claire Feuerstein
Claire Feuerstein (* 28. Februar 1986 in Grenoble) ist eine ehemalige französische Tennisspielerin.

## Karriere
Im Alter von neun Jahren begann Feuerstein mit dem Tennissport. 2005 wurde sie Profispielerin. Auf dem ITF Women’s Circuit gewann sie bislang elf Einzel- und zwei Doppeltitel.
2009 erreichte sie an der Seite von Stéphanie Foretz Gacon das Finale des WTA-Turniers von Straßburg. 2012 stand sie in der zweiten Runde der French Open und schied dort gegen Nina Brattschikowa aus.
Seit Januar 2017 hat sie an keinem Turnier mehr teilgenommen und wird seit September 2017 nicht mehr in den Weltranglisten geführt.

## Turniersiege

### Einzel
| Nr. | Datum             | Turnier                 | Kategorie   | Belag             | Finalgegnerin     | Ergebnis        |
| --- | ----------------- | ----------------------- | ----------- | ----------------- | ----------------- | --------------- |
| 1.  | 8. April 2007     | Bath                    | ITF $10.000 | Hartplatz (Halle) | Kateřina Vaňková  | 6:3, 6:3        |
| 2.  | 15. April 2007    | Torhout                 | ITF $10.000 | Hartplatz (Halle) | Yanina Wickmayer  | 6:4, 6:4        |
| 3.  | 27. Januar 2008   | Grenoble                | ITF $10.000 | Hartplatz (Halle) | Anne-Laure Heitz  | 6:3, 4:6, 6:4   |
| 4.  | 11. Oktober 2009  | Limoges                 | ITF $25.000 | Hartplatz (Halle) | Anaïs Laurendon   | 6:0, 5:7, 6:3   |
| 5.  | 6. Dezember 2009  | Přerov                  | ITF $25.000 | Hartplatz (Halle) | Xenija Lykina     | 6:75, 6:3, 6:4  |
| 6.  | 24. Juli 2011     | Les Contamines-Montjoie | ITF $25.000 | Hartplatz         | Anaïs Laurendon   | 7:64, 2:6, 7:62 |
| 7.  | 23. Oktober 2011  | Glasgow                 | ITF $25.000 | Hartplatz (Halle) | Yvonne Meusburger | 6:3, 6:1        |
| 8.  | 21. Oktober 2012  | Limoges                 | ITF $50.000 | Hartplatz (Halle) | Maryna Zanevska   | 7:5, 6:3        |
| 9.  | 8. September 2013 | Mestre                  | ITF $50.000 | Sand              | Nastja Kolar      | 6:1, 7:62       |
| 10. | 29. März 2014     | Croissy-Beaubourg       | ITF $50.000 | Hartplatz (Halle) | Renata Voráčová   | 6:2, 4:6, 6:4   |
| 11. | 6. März 2016      | Mâcon                   | ITF $10.000 | Hartplatz (Halle) | Wesna Dolonz      | 6:2, 4:6, 6:4   |

### Doppel
| Nr. | Datum            | Turnier       | Kategorie   | Belag             | Partnerin        | Finalgegnerinnen                                 | Ergebnis  |
| --- | ---------------- | ------------- | ----------- | ----------------- | ---------------- | ------------------------------------------------ | --------- |
| 1.  | 25. Oktober 2009 | Saint-Raphaël | ITF $50.000 | Hartplatz (Halle) | Stéphanie Foretz | Margalita Tschachnaschwili Silvia Soler Espinosa | 7:64, 7:5 |
| 2.  | 16. Mai 2010     | Saint-Gaudens | ITF $50.000 | Sand              | Stéphanie Foretz | Olha Sawtschuk Nastassja Jakimawa                | 6:2, 6:4  |

## Abschneiden bei Grand-Slam-Turnieren

### Einzel
| Turnier         | 2007 | 2008 | 2009 | 2010 | 2011 | 2012 | 2013 | 2014 | 2015 | 2016 | Karriere |
| --------------- | ---- | ---- | ---- | ---- | ---- | ---- | ---- | ---- | ---- | ---- | -------- |
| Australian Open | —    | —    | —    | Q1   | —    | Q2   | Q2   | Q3   | Q1   | —    | —        |
| French Open     | Q1   | —    | 1    | 1    | Q2   | 2    | 1    | 2    | —    | Q2   | 2        |
| Wimbledon       | —    | —    | —    | —    | —    | Q3   | Q2   | Q2   | —    | Q1   | —        |
| US Open         | —    | —    | Q1   | Q1   | Q2   | Q1   | Q2   | Q1   | —    | —    | —        |

Zeichenerklärung: S = Turniersieg; F, HF, VF, AF = Einzug ins Finale / Halbfinale / Viertelfinale / Achtelfinale; 1, 2, 3 = Ausscheiden in der 1. / 2. / 3. Hauptrunde; Q1, Q2, Q3 = Ausscheiden in der 1. / 2. / 3. Runde der Qualifikation; n. a. = nicht ausgetragen

### Doppel
| Turnier         | 2010 | 2011 | 2012 | 2013 | 2014 | 2015 | 2016 | Karriere |
| --------------- | ---- | ---- | ---- | ---- | ---- | ---- | ---- | -------- |
| Australian Open | —    | —    | —    | —    | —    | —    | —    | —        |
| French Open     | 1    | 1    | 1    | —    | 1    | —    | 1    | 1        |
| Wimbledon       | —    | —    | —    | —    | —    | —    | —    | —        |
| US Open         | —    | —    | —    | —    | —    | —    | —    | —        |